# Cercle Imperial

Mapa dels cercles imperials al 1560
Cercle de Borgonya
Cercle de Baixa Renània i Westfàlia
Cercle Electoral del Rin
Cercle d'Alta Renània
Cercle de Baixa Saxònia
Cercle d'Alta Saxònia
Cercle de Francònia
Cercle de Suàbia
Cercle de Baviera
Cercle d'Àustria
Territoris sense cercle

El Cercle Imperial (en alemany, Reichskreis, plural Reichskreise) va ser una agrupació regional dels estats del Sacre Imperi Romanogermànic, principalment amb el propòsit d'organitzar una defensa comuna i la recaptació d'impostos imperials, però també com una forma d'organització dins de la Dieta Imperial.
Els cercles eren:
- Cercle d'Àustria
- Cercle de Baviera
- Cercle de Borgonya
- Cercle Electoral del Rin
- Cercle de Francònia
- Cercle de Baixa Renània i Westfàlia
- Cercle de Baixa Saxònia
- Cercle d'Alta Renània
- Cercle d'Alta Saxònia
- Cercle de Suàbia